# Musée Charles Friry

Musée Charles Friry, Ansicht vom Parc Zeller

Atelier Pierre Waidmanns

Bibliothek

Das Musée Charles Friry ist ein kunst- und kulturgeschichtliches Museum in Remiremont im französischen Département Vosges.

## Geschichte
1833 ließ sich der Staatsanwalt und Magistrat Charles Friry (1802–1881) in dem Kanonikerhaus in der Rue Génèral Humbert nieder. Das Gebäude war 1750 errichtet worden und befand sich früher im Besitz der Kanonisse Angélique Gräfin de Messy. Später wurde für den Maler Pierre Waidmann (1860–1937), ein Enkel Frirys, ein Anbau errichtet. Teile der Räume sind mit ihrer Originalausstattung erhalten.
Colette Dussaux (1896–1973), Urenkelin von Charles Friry und Tochter von Pierre Waidmann, übertrug 1958 ihr gesamtes bewegliches und unbewegliches Vermögen in Remiremont einer von der Diözese abhängigen Immobiliengesellschaft. 1970 wurde das Haus in ein Diözesanmuseum umgewandelt und am 2. August 1970 der Öffentlichkeit zugänglich gemacht. 1976 wurde der gesamte Atelierbestand von Pierre Waidmann sowie die Sammlung alter Stiche, die Charles Friry gehört hatte, verstreut. 
Seit 1985 ist das Museum im Besitz der Stadt Remiremont.

## Sammlungen
Das Museum vereint Sammlungen unterschiedlicher Art vom 13. bis 20. Jahrhundert, darunter Gemälde, Skulptur, Zeichnungen und Kunsthandwerk. Große Teile wurden noch von Friry selbst zusammengetragen, der sich für Erinnerungsstücke an das aufgehobene Stift und für die Kunst und Kultur der Stadt im Allgemeinen interessierte. Unter den Kunstwerken sind das Gemälde Le vielleur à la sacochre von Georges de La Tour (um 1640) sowie die Sammlung der Werke von Pierre Waidmann und Jean Montémont hervorzuheben.
Nach umfangreichen Renovierungen, die auch die Bestimmungen zu Brandschutz und Barrierefreiheit notwendig gemacht hatten, wurden 2020 fünf neue Räume eröffnet, die unter anderem an die bedeutende Zinngießertradition in Remiremont und das Hospital Sainte-Béatrix erinnern. Letzterer enthält einen großen Bestand an Apothekergefäßen des 18. Jahrhunderts (Monument historique). Ebenfalls 2020 wurde das wiederhergestellte Atelier von Pierre Waidmann eröffnet.

## Garten
Zwei bedeutende Brunnenanlagen aus der Zeit Ludwigs XV. (Neptunbrunnen, Amphitritebrunnen) im Garten sind seit 1966 als Monument historique klassifiziert.